# 말 품종
말 품종은 가축화된 말을 선택적으로 사육한 개체군으로, 종종 품종 등록부에 혈통이 기록되어 있다. 그러나 이 용어는 때때로 제한된 지리적 영역 내에 위치한 공통 표현형의 토종 동물 또는 자연적으로 선택된 야생 "품종"을 정의하기 위해 더 넓은 의미로 쓰인다. 정의에 따라 오늘날 수백 가지의 "품종"이 존재하며 다양한 용도로 개발되었다. 말 품종은 일반적인 기질에 따라 느슨하게 세 가지 범주로 나뉜다. 속도와 지구력을 갖춘 활기 넘치는 "열혈"; 느리고 무거운 작업에 적합한 복마 및 일부 조랑말과 같은 "냉혈"; 그리고 열혈과 냉혈의 교배로 개발된 "온혈"은 종종 특히 유럽에서 특정 승마 목적을 위한 품종을 만드는 데 중점을 둔다.
말 품종은 형태, 색상, 수행 능력 또는 성향과 같은 독특한 특성이 자손에게 일관되게 전달되는 말 집단이다. 이러한 유전적 특성은 일반적으로 특정 작업에 적합한 말을 생산하기 위한 자연 교배와 인위적 선택 방법을 결합한 결과이다. 특정 품종은 특정 재능으로 유명하다. 예를 들어, 스탠더드브레드는 마차 경주에서 빠른 속도로 유명하다. 일부 품종은 수세기에 걸쳐 다른 품종과의 교배를 통해 개발된 반면, 모건 말과 같은 다른 품종은 현재 모든 품종 구성원이 후손인 단일 씨수마를 통해 유래되었다. 오늘날 세계에는 300종 이상의 말 품종이 존재한다.

## 같이 보기
- 당나귀 § 국내 당나귀 품종

## 참고 도서
- Sponenberg, D. Phillip (1996). 〈The Proliferation of Horse Breeds〉. 《Horses Through Time》. Boulder, CO: Roberts Rinehart Publishers. ISBN 1-57098-060-8.